# Santa Cruz de Abranes
Santa Cruz de Abranes  (en senabrés Santa Cruz d'Abranes) es una localidad española del municipio de Pedralba de la Pradería, en la provincia de Zamora, comunidad autónoma de Castilla y León.

## Historia
Durante la Edad Media quedó integrado en el Reino de León, cuyos monarcas habrían acometido la repoblación de la localidad dentro del proceso repoblador llevado a cabo en Sanabria. Tras la independencia de Portugal del reino leonés en 1143 habría sufrido por su situación geográfica los conflictos entre los reinos leonés y portugués por el control de la frontera, quedando estabilizada la situación a inicios del siglo XIII.
Posteriormente, en la Edad Moderna, Santa Cruz fue una de las localidades que se integraron en la provincia de las Tierras del Conde de Benavente y dentro de esta en la receptoría de Sanabria. No obstante, al reestructurarse las provincias y crearse las actuales en 1833, Santa Cruz de Abranes, aún como municipio independiente, pasó a formar parte de la provincia de Zamora, dentro de la Región Leonesa, quedando integrado en 1834 en el partido judicial de Puebla de Sanabria. En torno a 1850, el antiguo municipio de Santa Cruz de Abranes se integró en el de Pedralba de la Pradería.

## Riqueza lingüística
En esta pequeña localidad se conserva hoy en día su lengua leonesa, llamando la atención la pureza con la que es utilizada por sus habitantes, muy por encima de otras localidades de su entorno.

## Naturaleza
Se encuentra dentro del espacio natural protegido de la sierra de la Culebra.